# Гупта, Абхиджит
Абхиджит Гупта (хинди अभिजीत गुप्ता; 16 ноября 1989, Бхилвара) — индийский шахматист, гроссмейстер (2008).
Чемпион Индии 2011 г.
Пятикратный победитель чемпионатов Содружества наций (2013, 2015, 2016, 2017 и 2019 гг.).
В составе сборной Индии участник шахматной олимпиады 2012 г. (7 из 9; +6 -1 =2).
Неоднократный участник чемпионатов Азии.
Участник Кубка мира ФИДЕ 2019 г.

## Изменения рейтинга
| График не отображается по техническим причинам. Чтобы исправить это, воспроизведите график в новом формате, если это возможно. |